# Timocratica
Timocratica är ett släkte av fjärilar. Timocratica ingår i familjen plattmalar.

## Dottertaxa tillTimocratica, i alfabetisk ordning[1]
- Timocratica agramma
- Timocratica albella
- Timocratica albitogata
- Timocratica amseli
- Timocratica anelaea
- Timocratica aphanodesma
- Timocratica argonais
- Timocratica auxoleuca
- Timocratica bahiensis
- Timocratica bicornuta
- Timocratica claudescens
- Timocratica constrictivalva
- Timocratica crassa
- Timocratica effluxa
- Timocratica fraternella
- Timocratica fuscipalpalis
- Timocratica grandaeva
- Timocratica grandis
- Timocratica guarani
- Timocratica haywardi
- Timocratica isarga
- Timocratica isographa
- Timocratica leucocapna
- Timocratica leucocephala
- Timocratica leucorectis
- Timocratica liniella
- Timocratica longicilia
- Timocratica loxotoma
- Timocratica macroleuca
- Timocratica major
- Timocratica maturescens
- Timocratica megaleuca
- Timocratica melanocosta
- Timocratica melanostriga
- Timocratica meridionalis
- Timocratica monotonia
- Timocratica nivea
- Timocratica palpalis
- Timocratica parvifusca
- Timocratica parvileuca
- Timocratica philomela
- Timocratica pompeiana
- Timocratica sacra
- Timocratica sexmaculata
- Timocratica spinignatha
- Timocratica staudingerana
- Timocratica stomatocosma
- Timocratica subovalis
- Timocratica titanoleuca
- Timocratica tristrigata
- Timocratica venifurcata
- Timocratica xanthosoma
- Timocratica xanthotarsa